# 猫ヶ原
『猫ヶ原』（ねこがはら）は、武井宏之による日本の漫画。『少年マガジンエッジ』（講談社）にて、2015年10月号（創刊号）から2018年5月号まで連載。
ヒトの存在が語られているが登場キャラクターは猫寄りの擬人化をされた猫を中心としている。時代劇的な世界観が特徴。
単行本は全5巻。

## 登場キャラクター
ノラ千代
本作の主役。鈴がついた刀を持っている。一人称は「オレ」。悪質な人物に対しては殺傷もありえるが、襲ってきた敵でも殺傷までしないこともある。右目部分に傷跡があり右目は確認できない。顎に髭らしきものがある。戦闘力はそれなりにあり、刀を使って戦う。

## 用語
鈴
本作に登場する鈴はヒトに飼われている猫の証として登場する。しかし、ノラ千代は野良の身だが鈴を持っている。